# Sinal de multiplicação
O sinal de multiplicação (ASCII 158: ×) é um símbolo matemático empregado para representar um produto. O símbolo é semelhante à letra minúscula X, com a qual pode ser confundida em determinadas situações, mas é normalmente traçada de maneira mais simétrica, e tem diferentes usos. Ele também é conhecido como "sautor" ou cruz de Santo André e sinal dimensão. A operação também pode ser indicada por um ponto a meia altura ( · ). 

## História
O registro mais antigo conhecido do símbolo de multiplicação × foi introduzido por William Oughtred, no livro Clavis Matematicae, em 1631. Em 29 de julho 1698, o matemático alemão G. W. Leibniz introduziu o ponto a meia altura como uma outra forma de representar a multiplicação. Segundo ele, isso evitaria que houvesse confusões em expressões algébricas, que normalmente utilizam um x para representar as variáveis.